# 1er janvier 1939
Le dimanche 1er janvier 1939 est le premier de l'année 1939.

## Naissances
- Ali Mahdi Mohamed, Homme d'État somalien († 10 mars 2021).
- Michèle Mercier, comédienne française.

## Événements
- Hewlett-Packard est fondée à Palo Alto, Californie par William Hewlett et David Packard.
- Sydney, Australie, a enregistré une température de 45 ˚C, le record le plus élevé pour la ville.
- L'Allemagne nazie a interdit aux Juifs de travailler avec les Allemands.
- Première édition du Concert du Nouvel An à Vienne[1].
- En Espagne, toutes les jeunes femmes de moins de 25 ans ont l'obligation d'accomplir le service de travail obligatoire pendant un an.
- Lancement du troisième plan quinquennal soviétique[2].